# Ricky Lightfoot
Pour les articles homonymes, voir Lightfoot.
Ricky Lightfoot est un athlète britannique né le 31 mars 1985. Spécialiste de l'ultra-trail, il a notamment remporté les championnats du monde de trail 2013 à Conwy, au Royaume-Uni. Il a également gagné le trail du Colorado, à La Réunion, le 16 juin 2013.

## Résultats
| no  | masculin           | Course                                                      | Longueur | Départ             | Temps           |
| --- | ------------------ | ----------------------------------------------------------- | -------- | ------------------ | --------------- |
| 2e  | Médaille d'argent  | Course du Ben Nevis                                         | 14 km    | 1er septembre 2007 | 1 h 33 min 54 s |
| 6e  | 6e                 | Challenge mondial de course en montagne longue distance     | 37,4 km  | 24 avril 2008      | 3 h 14 min 05 s |
| 2e  | Médaille d'argent  | Three Peaks Race                                            | 37,4 km  | 25 avril 2009      | 2 h 58 min 10 s |
| 3e  | Médaille de bronze | Challenge mondial de course en montagne longue distance     | 42,2 km  | 10 octobre 2009    | 3 h 0 min 25 s  |
| 1er | Médaille d'or      | Trail du Colorado                                           | 38 km    | 16 juin 2013       | 3 h 19 min 10 s |
| 1er | Médaille d'or      | Championnats du monde de trail                              | 75 km    | 6 juillet 2013     | 5 h 36 min 03 s |
| 1re | Médaille d'or      | Otter African Trail Run                                     | 42 km    | 22 septembre 2013  | 4 h 15 min 27 s |
| 1re | Médaille d'or      | Three Peaks Race                                            | 37,4 km  | 26 avril 2014      | 2 h 53 min 16 s |
| 1re | Médaille d'or      | Dodo Trail                                                  | 50 km    | 6 juillet 2014     | 5 h 19 min 21 s |
| 1re | Médaille d'or      | Three Peaks Race                                            | 37,4 km  | 25 avril 2015      | 2 h 51 min 42 s |
| 1re | Médaille d'or      | Ultra SkyMarathon Madeira                                   | 55 km    | 13 juin 2015       | 6 h 9 min 56 s  |
| 1re | Médaille d'or      | Dodo Trail                                                  | 50 km    | 26 juillet 2015    | 5 h 40 min 40 s |
| 2e  | Médaille d'argent  | Three Peaks Race                                            | 37,4 km  | 30 avril 2016      | 2 h 49 min 7 s  |
| 6e  | 6e                 | Championnats du monde de course en montagne longue distance | 42,2 km  | 18 juin 2016       | 3 h 53 min 30 s |
| 3e  | Médaille de bronze | Three Peaks Race                                            | 37,4 km  | 28 avril 2018      | 2 h 53 min 48 s |
| 2e  | Médaille d'argent  | Three Peaks Race                                            | 37,4 km  | 27 avril 2019      | 2 h 52 min 5 s  |
| 3e  | Médaille de bronze | Three Peaks Race                                            | 37,4 km  | 9 octobre 2021     | 3 h 7 min 17 s  |
| 3e  | Médaille de bronze | Three Peaks Race                                            | 37,4 km  | 30 avril 2022      | 3 h 0 min 51 s  |